# Platynus howdeni
Platynus howdeni är en skalbaggsart som beskrevs av Barr och Lawrence. Platynus howdeni ingår i släktet Platynus och familjen jordlöpare. Inga underarter finns listade i Catalogue of Life.